# Naja International Group
Pour les articles homonymes, voir Naja (homonymie).
Naja International Group est un groupe média germano-camerounais spécialisé dans la production de contenus audiovisuels destinés à la télévision et comportant une télévision en ligne dénommée NAJA TV. L'entreprise a été cofondée en 2013 par Wesleg Nanse qui en est le président directeur général.
Le groupe Naja International n'est pas coté en bourse, il a un capital social de cent millions de Fcfa et est détenu par un actionnariat composé de trois personnes: Wesleg Nanse, Samuel Loé et Jean-Bruno Tagne. Son siège social se trouve à Yaoundé au Cameroun avec une succursale en Allemagne.

## Histoire

### Création
En 2012, Wesleg Nanse porte l’idée de créer une unité de production médias, il rencontre le réalisateur Samuel Loe. En 2013, ils cofondent Naja International Group en Allemagne. Jean Bruno Tagne rejoint l’équipe dirigeante en 2018 en tant que directeur général adjoint lorsque l'entreprise s'installe au Cameroun.

### Slogan
Le slogan est «We capture the beauty...»

## Activités
Naja international Group produit du contenu multimédia et le propose sur Internet et sur des chaines Tv partenaires ou clientes. Le groupe travaille avec la société camerounaise Canal2 International pour la coproduction de l'émission La grande interview présentée par Jean-Bruno Tagne dans la rubrique Ecce Homo. En 2020, il signe un partenariat avec Jewanda & Co,, et un autre partenariat avec le groupe français Dailymotion en 2021. En dehors de la production, le groupe NAJA International s’est spécialisé dans la communication digitale. Il offre de multiples formations dans divers domaines tels que le marketing, la transformation digitale et l’audiovisuel. Ces activités favorisent l’insertion des jeunes dans le monde de l’emploi,. La chaîne propose régulièrement des informations sportives telles celles liées à l’affaire Choupo Moting et des informations dans le domaine de la santé , plus précisément avec la pandémie de COVID-19, le divertissement ou la politique.
En septembre 2021, le groupe à travers sa branche Naja Talent Management signe un accord de partenariat pour la gestion de l'image du mannequin Valerie Ayana, miss Cameroun 2013,.

### Offres
- Production audio-visuelle
- Communication[11]
- Vente et location de matériels audio-visuels
- Formations

## Programmes
Il y a plusieurs types d'émissions sur Naja Tv. On peut trouver des magazines, des divertissements, des téléfilms, des séries.

### Grille de programmes
La chaîne est illustrée par les reportages terrains et grandes interviews de personnalités et acteurs de la vie civile proposées notamment par Jean-Bruno Tagne et Céline Victoire Fotso,.

### Émissions et séries phares
- Ça déconne! [14]
- Spolitght
- Ecce Homo, la grande interview
- Naja Talk Show
- Top10
- Portrait
- Reportages
- Autant le dire